# Browar Relakspol
Browar Relakspol – browar w Krakowie działający w latach 1992–2008.

## Historia
Browar Relakspol został założony przez Edwarda Siudka w 1992 roku na bazie istniejącej wcześniej rozlewni piwa. Pierwsze piwo w zakładzie wyprodukowano w marcu 1993 roku. W latach 2005–2007 część linii produkcyjnej zakładu była dzierżawiona przez przedsiębiorstwo Browar Stary Kraków.
W 2008 roku właściciel postanowił zakończyć działalność w branży piwowarskiej i wystawił swój zakład na sprzedaż. Produkcja w browarze została wstrzymana. Urządzenia zostały zdemontowane i sprzedane. Markę Smocza Jama zakupił Browar na Jurze.
W 2009 roku rozpoczęto rozbiórkę budynków zakładu piwowarskiego.
Wydajność roczna Browaru Relakspol wynosiła 30 000 hektolitrów piwa.

## Produkty
Lager
- Armagedon 2012 - Piwo jasne pełne
- Armagedon 2012 - Piwo mocne
- Bacowy Mocny
- Bazyl Mocny
- Relax Pils

Ale
- Armagedon 2012 - Piwo górnej fermentacji
- Smocza Jama Bursztynowe Amber
- Smocza Jama Ciemne Dark